# Sécession aventiniana
La sécession aventiniana est un acte de protestation des membres du parlement italien contre la naissance du régime fasciste à la suite de l'assassinat du député Giacomo Matteotti le 10 juin 1924 après qu'il a dénoncé à la Chambre des députés les truquages et les violences commises à l'occasion des élections du 6 avril.
La protestation a lieu le 27 juin lorsque les parlementaires de l'opposition, réunis dans une salle du palais Montecitorio, décident d'abandonner les travaux parlementaires afin que soient rétablies la légalité et l'autorité des lois niées par les milices fascistes.
L'origine du nom provient de l'histoire romaine, lorsque les plébéiens firent sécession du gouvernement romain.

## Les causes
Face à la violence fasciste, les parlementaires d'opposition choisissent non pas la voie de la riposte violente mais celle de la révolte morale et de l'action non-violente. Ils refusent de suivre les propositions provenant des communistes de l'opposition, d'une action directe et d'un appel aux masses.
Au cours de ces jours, en raison du délit Matteotti, le fascisme perd beaucoup de sympathisants et il vit la crise la plus grave de son histoire. Une onde d'indignation se lève dans tout le pays et c'est sur celle-ci que les forces communistes veulent mettre sur pied une action de révolte envers le gouvernement. Certains alliés du fascisme (libéraux, industriels et des nationalistes) parmi lequel l'ex-premier ministre Giovanni Giolitti, s'éloignent du gouvernement et s'unissent à la sécession.
La popularité du gouvernement s'écroule, et à l'intérieur même du parti fasciste, une division entre les franges les plus extrémistes et les plus modérées commence à apparaître qui risque de mettre à mal la survie du fascisme.

## La sécession
Malgré l'appel de la gauche communiste en faveur d'une intervention active, les parlementaires d'opposition ont beaucoup de doute sur la possibilité de rassembler les masses, de contraindre le roi Victor-Emmanuel III à faire arrêter Benito Mussolini et de provoquer de nouvelles élections. Le roi ne réagit pas et de fait appuie tacitement le gouvernement.
Les parlementaires, avant même que le cadavre de Matteotti soit retrouvé, se réunissent dans une autre salle du palais Montecitorio, indiquant qu'il est impossible de poursuivre les travaux parlementaires en raison de l'absence de respect dont le gouvernement de Mussolini fait preuve envers les lois. Le 27 juin, ils décident la sécession.
Toute l'opposition participe à la sécession, à l'exception des communistes qui se refusent à laisser le parlement aux mains des fascistes qui auraient pu faire voter n'importe quelles lois. C'est la division dans les rangs de l'opposition et l'absence d'une volonté partagée pour une action concertée qui conduit au sursaut du fascisme et ainsi à sa transformation en dictature.

## Les conséquences

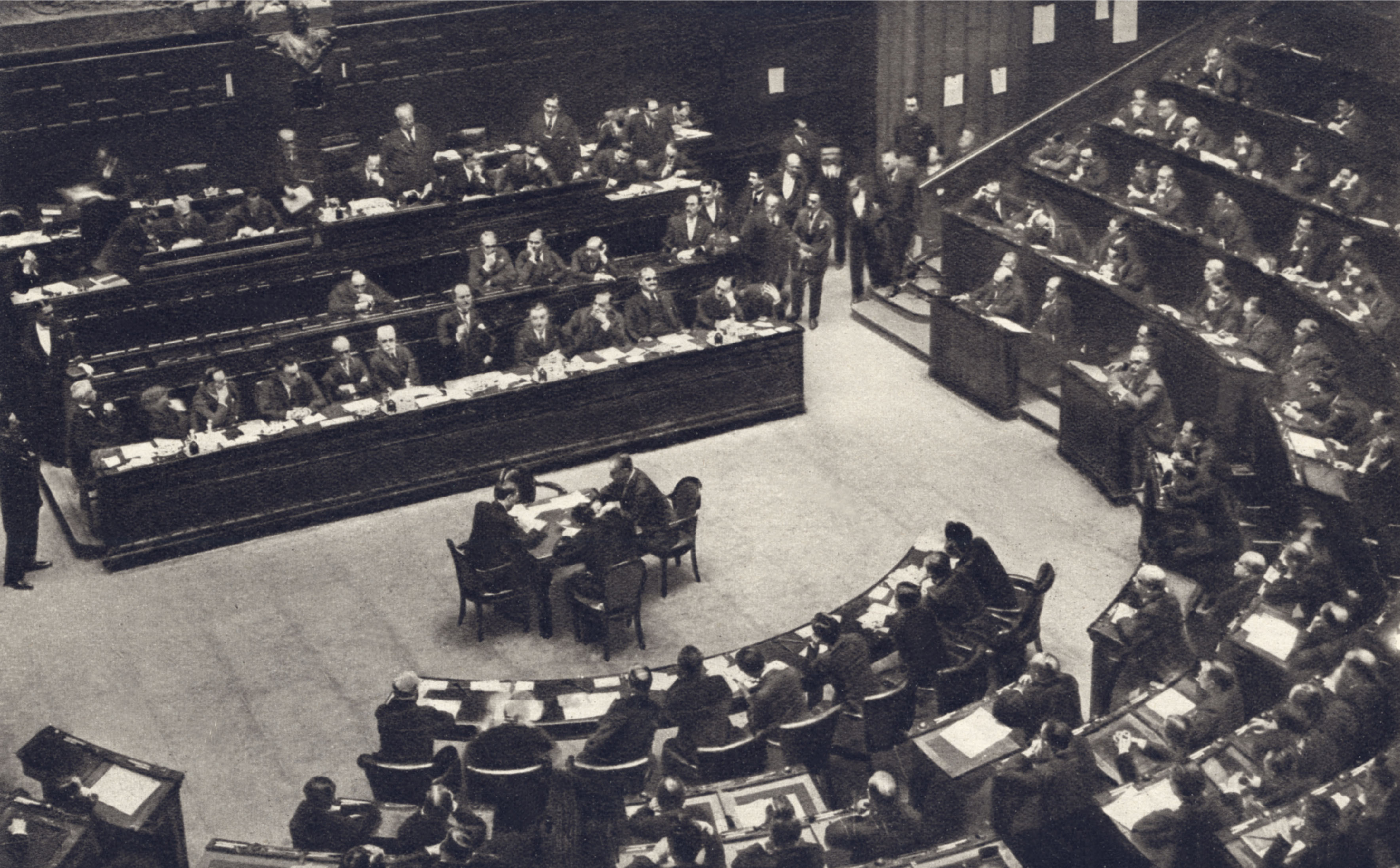

La sécession aventiniana est un évènement qui favorise Mussolini et son gouvernement : dans son moment de grande fragilité, l'éloignement de presque toute l'opposition du parlement permet à Mussolini de dépasser cette crise, bénéficiant de l'absence d'opposition parlementaire.
Pendant cette période, Mussolini réorganise le parti et sa ligne d'action. La crise est complètement conjurée par un discours de Mussolini à la chambre des députés le 3 janvier 1925. Mussolini fait attention de ne pas inquiéter la frange la plus modérée de sa coalition et en même temps de ne pas mécontenter les plus extrémistes qui sont prêts à l'abandonner.
Dans son discours bref mais intense et très dur, Mussolini dit:
« Je déclare ici, en présence de cette Assemblée et en présence de tout le peuple italien, que j'assume, moi seul, la responsabilité politique, morale, historique de ce qui s'est produit. [...] Si le fascisme a été une association de délinquants, je suis le chef de cette association de délinquants ! »
Mussolini ne confesse pas le crime et ne se met pas en retrait, mais il en assume l'entière responsabilité sans y faire explicitement référence. Parallèlement, il bénéficie de l'influence positive de la perte de confiance de la population envers l'opposition, incapable d'une réelle révolte face aux prétentions mussoliniennes.
Mussolini se propose de "normaliser" la situation en éliminant toutes les menaces d'instabilité du pays en construisant cette justification pour se défendre de ses opposants, aussi bien à l'intérieur du parti qu'en dehors. Ceci marque le début de la dictature, qui sera consolidée en l'espace de deux ans avec la mise en place des lois fascistissimes.
L'opposition s'est montrée encore une fois incapable de réagir, réussissant seulement à publier le Manifeste des intellectuels antifascistes, le 1er mai.

## Participants
Parmi les participants, on trouve:
- Salvatore Aldisio
- Giovanni Guarino Amella
- Giovanni Amendola
- Ambrogio Belloni
- Giuseppe Beneduce
- Giovanni Cosattini
- Alcide De Gasperi
- Cipriano Facchinetti
- Giovanni Gronchi
- Stefano Jacini
- Emilio Lussu
- Angelo Mauri
- Antonio Priolo
- Filippo Turati

## Sources
- (it) Cet article est partiellement ou en totalité issu de l’article de Wikipédia en italien intitulé « Secessione dell'Aventino » (voir la liste des auteurs) du 13/10/2007.